# Ndombo Sandjiry
Ndombo Sandjiry est une commune du Sénégal créée en 2011 dans le département de Dagana et la région de Saint-Louis,.
Auparavant la localité faisait partie de la communauté rurale de Mbane.